# ホシザキ

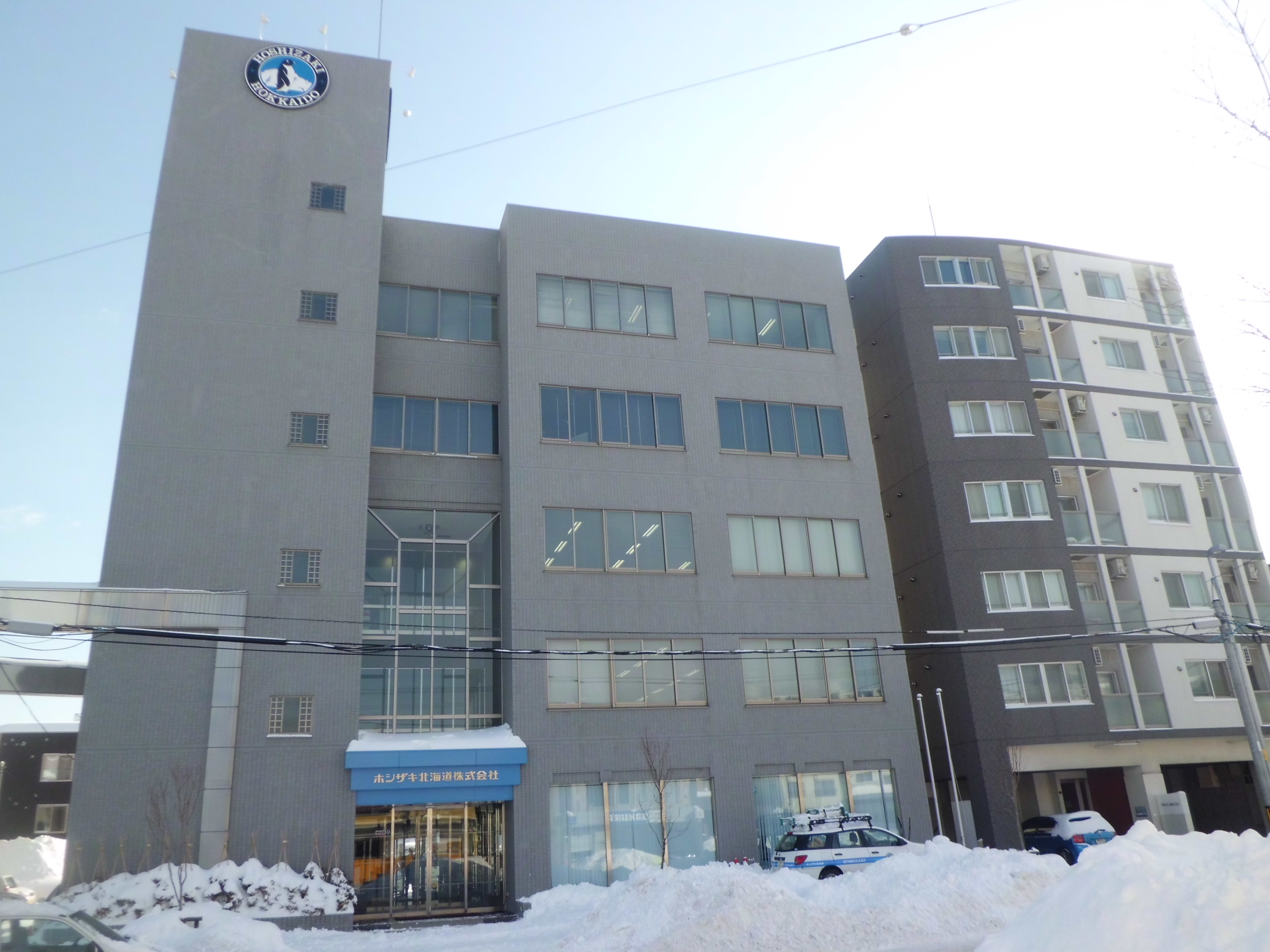
ホシザキ北海道・本社

ホシザキ株式会社（英: HOSHIZAKI CORPORATION ）は、全自動製氷機を中心に厨房機器を製造・販売している日本の業務用厨房機器メーカーである。JPX日経インデックス400の構成銘柄の一つ。

## 特徴
業務内容は、全自動製氷機（マーケットシェア70%）、業務用冷蔵庫（マーケットシェア50%）、食器洗浄機（マーケットシェア46%）、ビールサーバー（マーケットシェア75%）等、各種厨房、飲食、鮮度管理に関わる機器の他、電解水生成装置をはじめとして農業、医療、福祉などに関わる分野の製品を開発、製造、販売、サービスを行っている。
2005年（平成17年）、業務用冷蔵庫に初めてインバータ制御を導入し、約60%もの省エネルギーを実現させ、業務用冷蔵庫としては初となる「省エネルギーセンター会長賞」を受賞。
海外では、アメリカ、オランダ、イギリス、シンガポール、中国、ブラジル、インドなどに現地法人を有する。アメリカ、イギリス、デンマーク、中国、ブラジル、インドには工場も有する。2006年（平成18年）、米国2位の飲料ディスペンサーメーカーであるランサー社を買収した。
子会社として、日本国内に15の販社と約435の営業所がある。

## 歴代社長
- 初代社長：坂本薫俊
- 二代目：稲森總一郎
- 三代目：坂本精志
- 四代目：鈴木幸彦
- 五代目：小林靖浩

## 沿革
- 1947年（昭和22年） - 愛知県名古屋市瑞穂区桃園町に星崎電機株式会社設立。
- 1957年（昭和32年） - 国産初のジュース自動販売機（噴水型ジュース自販機[2][注釈 1] ）を開発、製造販売開始。
- 1965年（昭和40年） - 国産初の全自動製氷機を開発、製造販売開始。
- 1968年（昭和48年） - 坂本商事株式会社設立 星崎電機株式会社の営業部門を委譲。
- 1987年（昭和62年） - 星崎家電販売株式会社設立。
- 1989年（平成元年） - 社名をホシザキ電機株式会社に変更。
- 2005年（平成17年） - 関連会社坂本商事株式会社、ホシザキ家電株式会社と統合。
- 2006年（平成18年） - アメリカのランサーを買収。
- 2008年（平成20年）
  - 9月1日 - デンマークの業務用冷蔵庫メーカー、グラム・コマーシャルを買収。
  - 10月9日 - 同社が製造し、所有していた噴水式飲料用自動販売機（1962年製作）が国立科学博物館により重要科学技術史資料の第00016号として選定、登録。
  - 12月10日 - 東京証券取引所、名古屋証券取引所各1部に上場。
- 2013年（平成25年）
  - 1月10日 - インドの業務用冷蔵庫メーカー、ウエスタン・リフリジレーション社の株式50.01%を取得し子会社化[5]。
  - 1月28日 - アメリカの食器洗浄機メーカー、ジャクソンMSC社より食器洗浄機事業を取得[6]。
  - 7月19日 - ブラジルのフードサービス機器メーカーMacom社を子会社化[7]。
- 2015年（平成27年）6月 - 中国の業務用冷蔵庫メーカー、浙江愛雪制冷電器有限公司を子会社化[8]。
- 2016年（平成28年）7月1日 - 社名をホシザキ株式会社に変更。
- 2018年（平成30年） 
  - 6月29日 - 浙江愛雪制冷電器有限公司の株式の全持分を譲渡[8]。
  - 12月27日 - 子会社が工事の架空発注や従業員による着服といった不適切取引を行なっていたことを発表した[9]。この件の調査のため、2018年12月期第3四半期の決算発表と四半期報告書の提出がたびたび延期され、この日に四半期報告書が提出できなければ上場廃止になるところだった。2019年にはこの発表以後も不正取引が続いていたと発表している[10]。
- 2022年（令和4年）
  - 7月1日 - イタリアの業務用製氷機メーカー、ブレマ社の全株式を欧州子会社を通じて取得し子会社化[11][12]。
  - 10月3日 - 食品充填機メーカー、株式会社ナオミの全株式を取得し子会社化[13]。
- 2023年（令和5年）1月5日 - 新設分割により中間持株会社となるホシザキ販売株式会社を設立[14]。
- 2024年（令和6年）
  - 2月 - パナマの業務用冷蔵庫メーカー、Fogel Company Inc.をHOSHIZAKI USA HOLDINS,INC.を通じ持分法関連会社化[15]。
  - 5月29日 - フィリピンのフードサービス機器の輸入販売会社、TECHNOLUX EQUIPMENT AND SUPPLY CORPORATIONおよびHKR EQUIPMENT CORPORATIONをホシザキ・サウスイーストアジア・ホールディングスを通じ子会社化[16][17]。
- 2025年（令和7年）4月 - リビングテクノロジー株式会社の大型電解次亜水生成装置事業を買収[18]。

## 関連会社

### 日本国内
- ホシザキ販売株式会社
- ホシザキ北海道株式会社
- ホシザキ東北株式会社
- ホシザキ北関東株式会社
- ホシザキ関東株式会社
- ホシザキ東京株式会社
- ホシザキ湘南株式会社
- ホシザキ北信越株式会社
- ホシザキ東海株式会社
- ホシザキ京阪株式会社
- ホシザキ阪神株式会社
- ホシザキ中国株式会社
- ホシザキ四国株式会社
- ホシザキ北九株式会社
- ホシザキ南九株式会社
- ホシザキ沖縄株式会社
- 株式会社ネスター
- サンセイ電機株式会社

### 海外
| - HOSHIZAKI USA HOLDINGS,INC. - HOSHIZAKI AMERICA,INC. - Jackson WWS,Inc.（アメリカ） - LANCER CORPORATION（アメリカ） - Aços Macom Indústria e Comércio Ltda.（ブラジル） - Hoshizaki Europe Holdings B.V. - HOSHIZAKI EUROPE LIMITED（イギリス） - Hoshizaki Europe B.V.（オランダ） - GRAM COMMERCIAL A/S（デンマーク） | - Western Refrigeration Private Limited（インド） - HOSHIZAKI（THAILAND） LIMITED - HOSHIZAKI MALAYSIA SDN.BHD. - HOSHIZAKI SINGAPORE PTE LTD - PT. HOSHIZAKI INDONESIA - 星崎冷熱機械有限公司（上海） - 星崎電機（蘇州）有限公司 - 台湾星崎股份有限公司 - Hoshizaki Korea Co.,Ltd. |

## スポンサー

### 現在放送中
- 火曜サプライズ（日本テレビ系）
- 所さんの学校では教えてくれないそこんトコロ!（テレビ東京系）

### ローカル枠
- 所さんの学校では教えてくれないそこんトコロ!（大分放送）
- 秘密のケンミンSHOW（琉球放送）

### 過去の提供番組
- 関口宏のサンデーモーニング（TBS系）※ 朝8時台
- 旅・わくわく→人・旅わくわく（中部日本放送制作、TBS系）
- どっちの料理ショー（番組最末期）→新・どっちの料理ショー→ニッポン旅×旅ショー（読売テレビ制作、日本テレビ系）
- JNN報道特集（TBS系）
- 秘密のケンミンSHOW（読売テレビ制作、日本テレビ系）
- しゃべくり007（日本テレビ系）

など各スポンサーとして企業CMを流していた。

## スポーツ
男子バスケットボール部は全国大会の常連として知られている。主な出身選手に仙台89ERSでもプレーした近藤雄治。現・所属選手では三浦正和が滋賀レイクスターズよりドラフト指名を受けている。
陸上部では2006年（平成18年）のニューイヤー駅伝（第50回記念大会）で初出場を果たしていた。